# Джессі Марунді
Джессі Марунді (англ. Jesse Marunde, нар. 14 вересня 1979 — 25 липня 2007) — американський стронґмен, зайняв 2 місце у змаганні Найсильніша людина світу 2005. Його брат Брістоль Марунді — професійний боєць MMA.

## Ранній період життя
Джессі родом з міста Гленаллен, штат Аляска. Пізніше він переїхав до міста Секуім, штат Вашингтон. В середній школі активно займався спортом, включаючи легку атлетику. За гру у футбол він отримав спортивну стипендію в Університеті штату Монтана.

## Стронґмен
У 2002 році у віці 22 років, Марунде став наймолодшим американцем який коли-небудь претендував на звання Найсильнішої людини в 2002 світу.

## Смерть
25 липня 2007 Марунде помер після тренування в Секвіма, Вашингтон. Причиною його смерті був генетичний порок серця, гіпертрофічна кардіоміопатія, основна причина раптової смерті у молодих спортсменів. Дружина Джессі Келлі Марунде в даний час одружена з професійним стронґменом Ніком Бестом.